# Ahogamiento
El ahogamiento es un tipo de asfixia provocado por la inundación de las vías respiratorias. Habitualmente sucede por sumersión, cuando el cuerpo se hunde en líquido.
El ahogamiento puede ser solucionado mediante alguna maniobra de rescate acuático para facilitar que la víctima salga del agua o sacarla de allí, y los primeros auxilios para ahogamiento. 
No hay que confundirlo con el atragantamiento (la asfixia por la entrada de un cuerpo extraño en las vías respiratorias), el cual se soluciona mediante primeros auxilios anti-atragantamiento. 

## Definición de ahogamiento
El ahogamiento se produce cuando un ser vivo es incapaz de respirar porque los órganos que suministran aire al cuerpo están sumergidos en un líquido. El concepto de ahogamiento puede referirse al ahogamiento ya sucedido o al que esté sucediendo en el presente. El proceso de ahogamiento puede resultar en muerte o ser interrumpido por algún tipo de auxilio.

### Vocabulario técnico
Definición: En el Congreso Mundial sobre Ahogamiento del 2002, los expertos citados por la Federación Internacional de Salvamento desarrollaron la siguiente definición de ahogamiento: es el proceso de experimentar impedimento respiratorio por la sumersión o inmersión en un medio líquido.
Ahogamiento y semiahogamiento: En 1939 fueron introducidos los conceptos semiahogamiento y ahogamiento para estudios forenses, pero agregaron algunos equívocos a la terminología y definición. Otros han definido al ahogamiento como la muerte después de la sumersión o la muerte que ocurre después de la admisión hospitalaria, y al semiahogamiento como la supervivencia después de la sumersión.
Inmersión y Sumersión: Los conceptos técnicos de inmersión y sumersión son éstos:
- Inmersión: cuando no todo el cuerpo de una persona está dentro del líquido.
- Sumersión: cuando todo el cuerpo entero de una persona está dentro del líquido.

En el habla coloquial en español prácticamente no tienen diferencia, y el diccionario indica que se refieren a meter alguna cosa en líquido.
Atragantamiento y ahogamiento: Puede haber en español alguna confusión entre el atragantamiento y el ahogamiento. Ambas palabras se refieren a una asfixia, pero, cuando la provoca un objeto que se atasca, la palabra correcta es atragantamiento,acerca de "detenerse algo en la garganta"  y no ahogamiento, que se refiere, entre otras cosas, a "sumergir algo en el agua".
El error de tomar una palabra en lugar de la otra aparece a veces en las traducciones al español de guías de primeros auxilios escritas en inglés (donde las palabras son choking y drowning). Es importante que esas guías sean bien traducidas al español, porque los primeros auxilios para el atragantamiento (desatascar un objeto) son distintos del rescate para el ahogamiento (sacar a alguien fuera del agua o hacerle los primeros auxilios para el ahogamiento). Sin embargo, en el habla coloquial no hay problema, y alguien puede avisar de que se ahoga queriendo decir que se asfixia por cualquier motivo.

## Causas
El ahogamiento se debe principalmente a la imposibilidad de la víctima para nadar o a la disminución de su nivel de consciencia. En la mayoría de los casos se combinan las dos circunstancias, producidas por el “pánico” y por el “agotamiento” posterior de la persona envuelta en una situación de riesgo dentro del agua. El “pánico” se refiere a un miedo que conlleva la incapacidad de una persona para ayudarse a sí mismo o a otros. El “agotamiento” se refiere a la falta generalizada de fuerzas por la fatiga que viene tras realizar un esfuerzo intenso. Ambas causas son las principales de la mayoría de los ahogamientos que pueden suceder en aguas abiertas en un día cualquiera.
Algunas situaciones de ahogamiento son que a una persona el agua le cubra hasta la cintura o poco más, pero sea empujada por una ola unos metros más adentro, y que alguien esté a poca profundidad en una piscina con desnivel, y caiga hacia un nivel más bajo; y que, en cualquier caso, cuando deje de tocar fondo, se asuste y comience a luchar por mantenerse a flote, se canse y se hunda por el agotamiento.

## Prevención
El ahogamiento es un peligro para el que existen medidas de prevención largamente estudiadas y recomendadas por las instituciones:

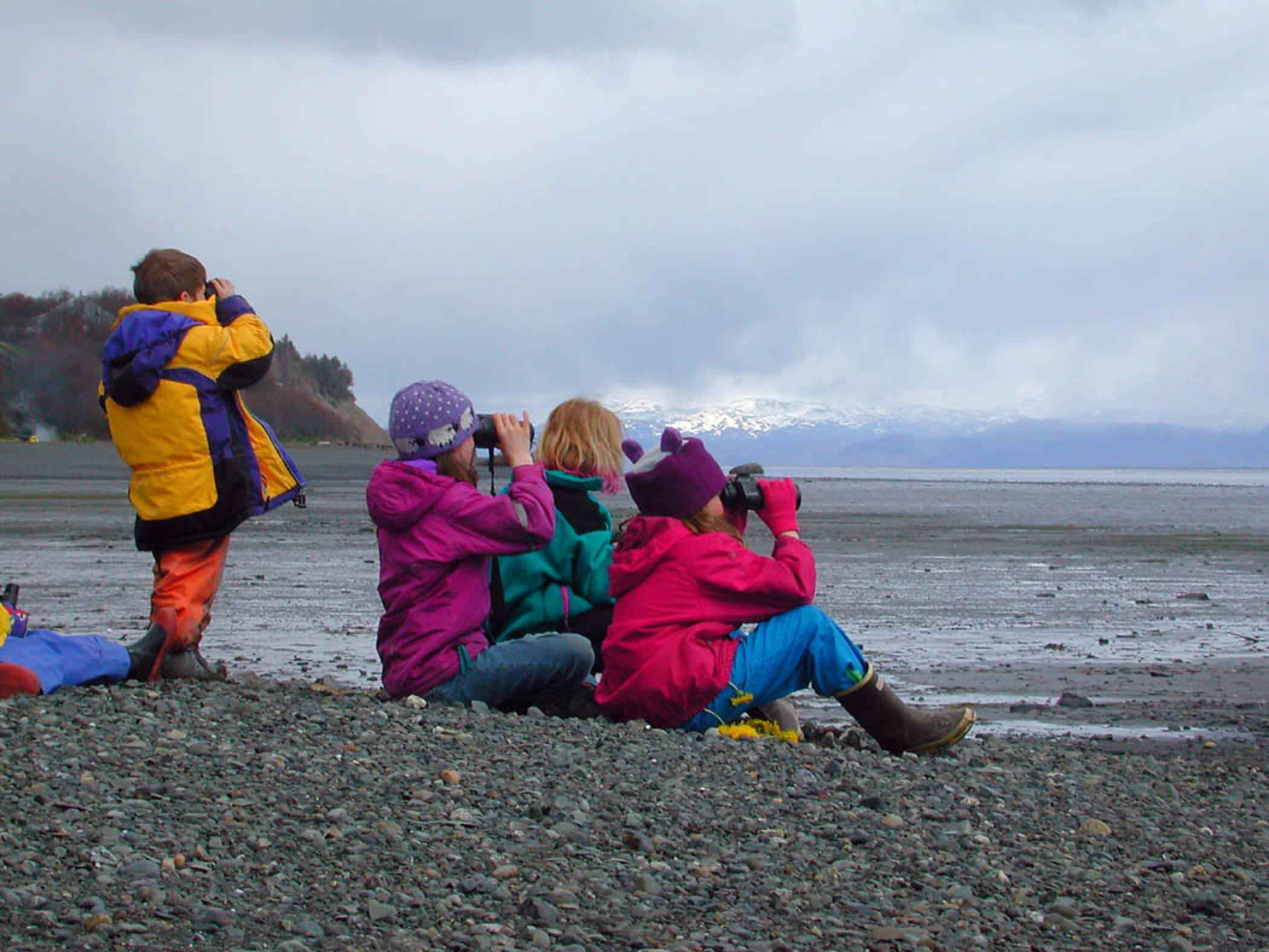
Supervisar a quienes están en el agua es fundamental para prevenir ahogamientos.

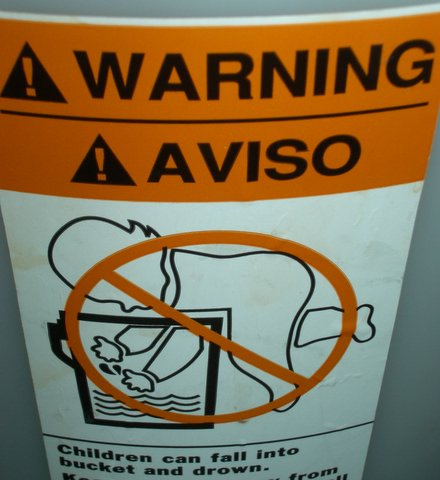
Los niños pequeños pueden ahogarse en depósitos de agua de pequeño tamaño

- Vigilancia: Supervisar a quienes están en el agua es fundamental para prevenir ahogamientos.La supervisión es fundamental en cualquier persona, pues no siempre los ahogamientos llaman la atención con ruidos y chapoteos, sino que pueden pasar inadvertidos (por ejemplo: en gente que queda inconsciente, etc.). Supervisar es especialmente importante en los niños. Cada día mueren más de 500 niños ahogados en el mundo. Los niños pequeños deben ser supervisados, estén dentro del agua o en sus alrededores. Y es prudente supervisar a cualquier persona que esté en el agua, sepa nadar o no. Hay que evitar dejar a niños solos en lugares con agua, como piscinas, bañeras, tinas, albercas, la taza del wc, etc. Un bebé puede ahogarse en 2 centímetros de agua (en una bañera, etc.). Conviene recordar que los niños pueden escapar a la vigilancia de los adultos mientras juegan, y meterse en la piscina de una casa u otra zona con agua, a veces silenciosamente. Y, jugando con los niños en el agua, es más seguro si es en una zona poco profunda. Además, los bañistas deberían estar al alcance de alguien que pudiese rescatarlos, de manera que puedan ser rescatados a tiempo. Un niño pequeño podría tardar en ahogarse entre Los niños pequeños pueden ahogarse en depósitos de agua de pequeño tamaño 30 segundos y 2 minutos. Y un adulto podría tardar menos de 2 minutos en quedarse inconsciente bajo el agua.
Los sitios de natación vigilados por socorristas son mucho más seguros. Algunos de esos sitios cuentan con sistemas de seguridad con cámaras de vídeo, pese a lo cual otros sistemas son considerados mejores (como vallas o los propios socorristas). En cualquier caso, los socorristas deben estar atentos, no distraídos. Los teléfonos móviles pueden ser útiles para pedir ayuda a algún socorrista o servicio sanitario, dependiendo de la situación. La OMS recomienda analizar en qué horas nada más gente para aumentar la cantidad de socorristas en ese tiempo.
- Aprendizaje de natación: Saber nadar es una de las mejores defensas para no ahogarse. Los estudios recomiendan que los niños aprendan a nadar cuando tienen entre 1 y 4 años, pero en un entorno seguro y siendo supervisados. Aprender a nadar también puede ser útil para los adultos, que igualmente tienen que tomar las clases en un entorno seguro y siendo supervisados. Cuando uno ya ha aprendido a nadar, todavía puede ahogarse (por el estado del agua y otras circunstancias), así que sigue siendo conveniente nadar en lugares seguros y bajo vigilancia.
- Educación adicional: La OMS recomienda entrenar al público en general en primeros auxilios para ahogados, en reanimación cardiopulmonar (RCP), y para comportarse de manera segura en el agua. Por otra parte, conviene dar a los menores algunas normas de seguridad para evitar ahogarse. Si no saben nadar, conviene enseñarles a no acercarse a aguas profundas.Conviene no saltar al agua sin conocer antes su profundidad, ni caer en ella directamente con la cabeza.

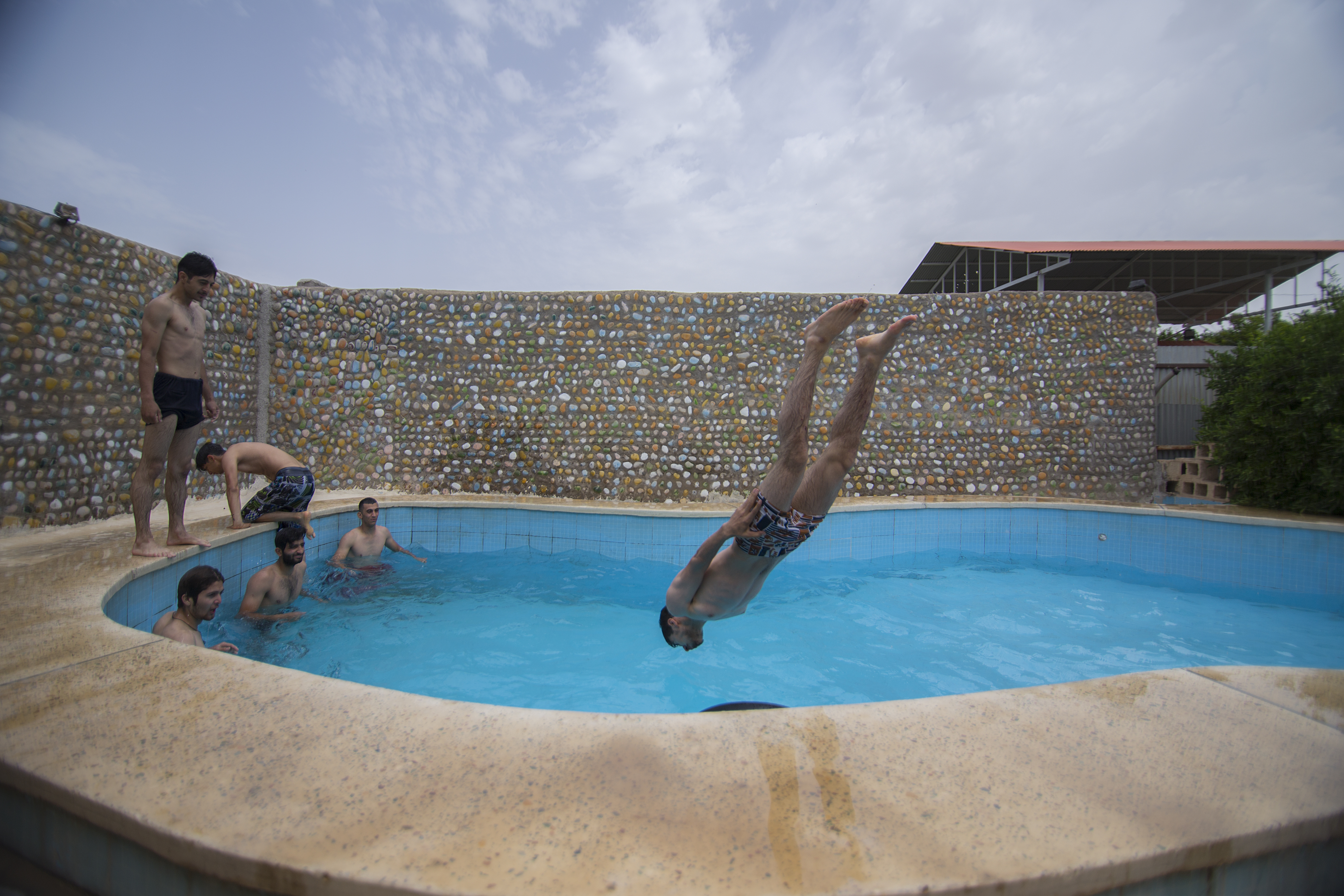
Conviene no saltar al agua sin conocer antes su profundidad, ni caer en ella directamente con la cabeza.

- No saltar al agua sin antes conocer la profundidad: También conviene saber si hay o puede haber rocas que sobresalgan. Los saltos de cabeza causan más del 70% de todas las lesiones medulares relacionadas con actividades deportivas y recreativas. Una caída desde gran altura sobre agua de poca profundidad (en el mar o en piscinas) provoca el darse un golpe contra el fondo. Esto podría matar a la víctima, dejarla en parálisis permanente, o hacer que muera ahogada tras sufrir una lesión en el cerebro o el cuerpo.
- No nadar borracho ni drogado: Las estadísticas indican que el alcohol y las drogas aumentan la posibilidad de ahogarse. Este peligro es mayor en los bares situados junto al agua, en las fiestas realizadas en barcos-discoteca, etc.
- No ponerse nervioso en el agua: Esto es para evitar cansarse, pues el cansancio dificulta la natación. El agotamiento puede aparecer debido a movimientos ansiosos realizados por miedo durante el ahogamiento. Por otra parte, un error de cálculo acerca de las propias fuerzas puede dejarlo a uno exhausto antes de llegar a la orilla del mar o el bordillo de una piscina. Reducir el ritmo de la natación ayuda a que el cansancio disminuya. En caso de sufrir un tirón, calambre o contractura (espasmo muscular), mantener la calma, ir avanzando hacia la orilla y pedir ayuda si es necesario. Las picaduras de las formas de vida marinas pueden producir alarma, pero, tras recibir una picadura de la mayoría de los tipos, es posible salir del agua sin problemas graves aunque haya algún dolor o escozor. Y, cuando hay algún problema que hace que nadar sea más difícil, es posible colocarse horizontal boca arriba, pues esa posición permite flotar sin esfuerzo alguno.
- Vallar las piscinas: Todas las piscinas, sean privadas o públicas, deberían estar valladas y cerradas, por todos sus lados, para que no accedan a ellas niños pequeños ni cualquier otra persona. La "ley Raffarin" aplicada en Francia en 2003, que obligó a vallar cualquier piscina, redujo en un 75% los ahogamientos de niños. También conviene supervisar que en la superficie de las piscinas no han quedado objetos que atraigan a los niños (por ejemplo: juguetes).

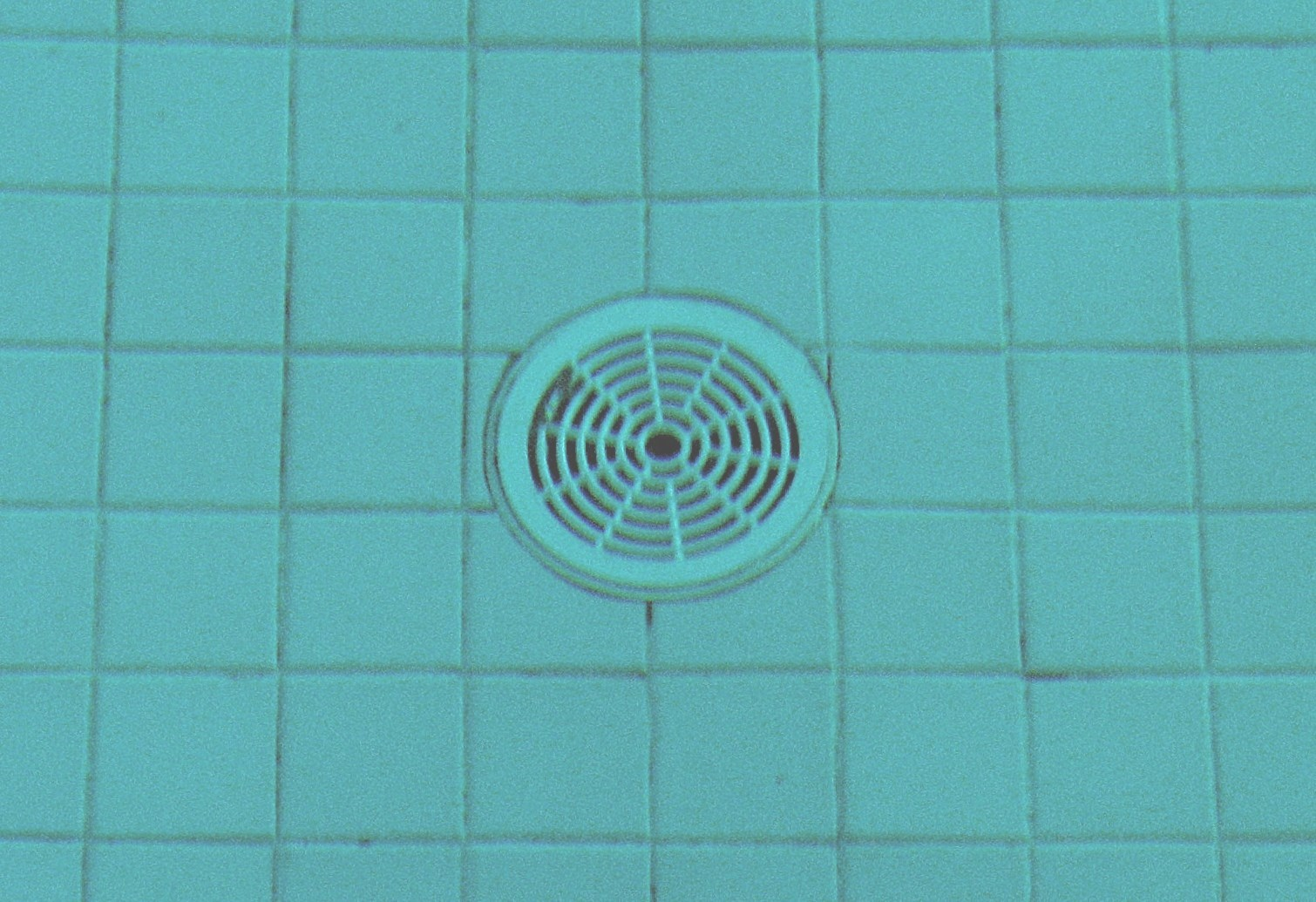
Boca de drenaje en piscina.

- Boca de drenaje en piscina.Absorbidos por las piscinas: Las piscinas tienen normalmente sistemas de drenaje que absorben y emiten agua. Si funcionan mal, pueden succionar a los propios nadadores, causándoles alguna lesión o incluso atrapándolos por el pelo o algún miembro, lo que podría inmovilizarlos y ahogarlos. Para evitarlo, las bocas de drenaje y sumideros tienen que estar cubiertos con rejillas y tapas (según corresponda), pero además deben succionar con una potencia que no sea excesiva. Esto requiere hacer bien la instalación de la piscina, comprobarlo y someterla a revisiones periódicamente. También recomiendan que la piscina tenga varias bocas de drenaje pequeñas y espaciadas en vez de solo una grande, aunque lo principal es que el sistema funcione bien.
- Enfermedades problemáticas: Algunas enfermedades requieren una prudencia especial estando cerca del agua. La epilepsia y las convulsiones en general son problemáticas para nadar, bucear y bañarse, por el peligro de sufrir un ahogamiento durante el momento de la convulsión. De hecho, el ahogamiento (principalmente en bañeras) es la causa más común de muerte no intencionada para la gente que sufre ese tipo de enfermedades. Por eso, está recomendado que los epilépticos se duchen en vez de bañarse. Una persona con una enfermedad que obstruya la natación podría dar muestras de tener un problema antes de empezar a ahogarse.Chalecos salvavidas (modelo sin parte de atrás). Para saltar al agua con ellos, abrocharlos alrededor del cuerpo y agarrarlos por la zona delantera del cuello.

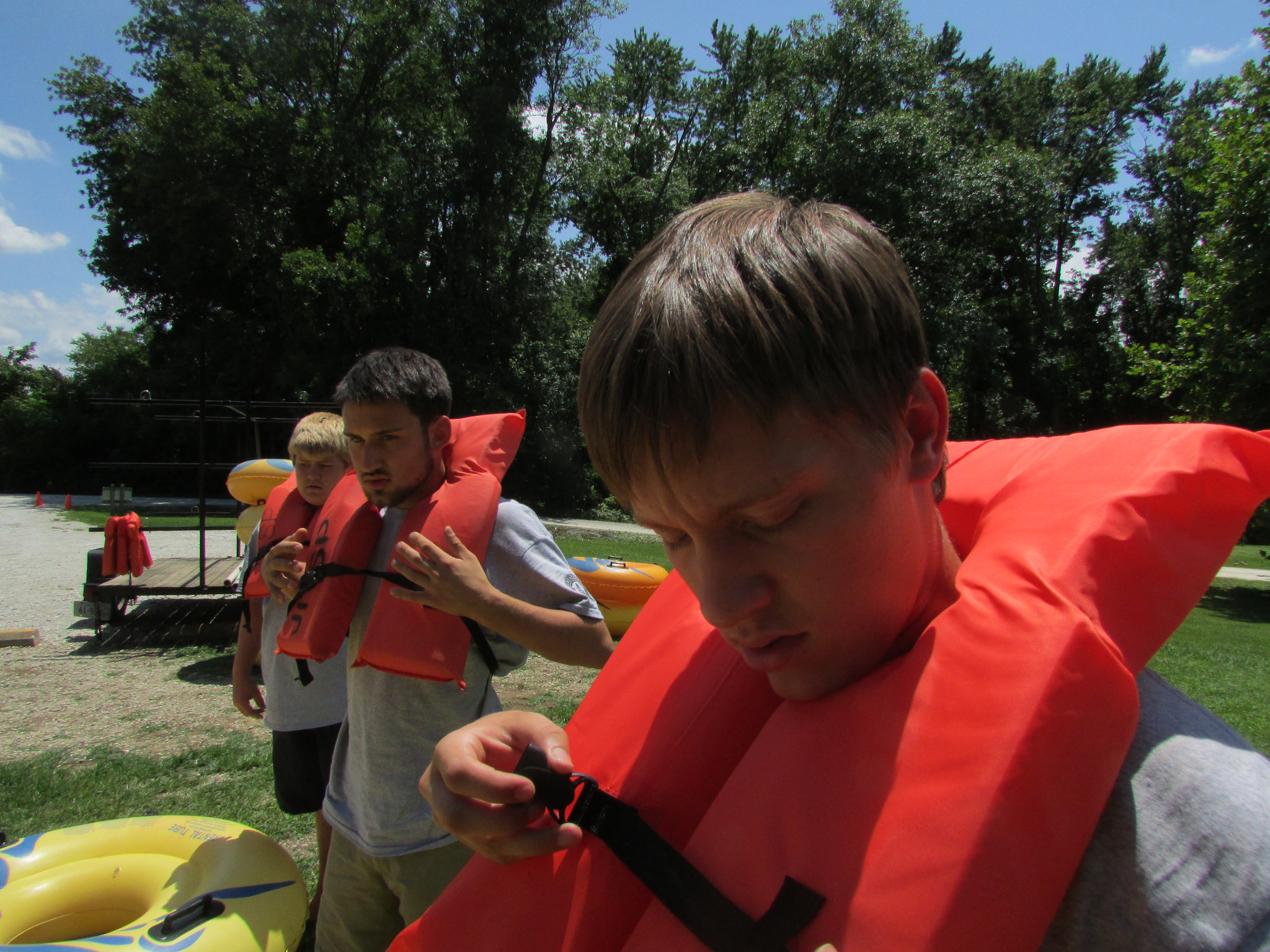
Chalecos salvavidas (modelo sin parte de atrás). Para saltar al agua con ellos, abrocharlos alrededor del cuerpo y agarrarlos por la zona delantera del cuello.

- Instrumentos de flotación: La gente con peligro de ahogarse, como los niños que no sepan nadar, los discapacitados, y otros, deberían llevar un chaleco salvavidas abrochado cuando estén en el agua, e incluso cerca del agua. Existen otros utensilios flotantes (flotadores hinchables con forma de rosco, flotadores de brazos llamados "manguitos", cosas de espuma, etc.) que realmente pueden llegar a ser de utilidad (según cómo sea cada uno de ellos), aunque las instituciones no les dan la categoría de instrumentos de seguridad sino la de juguetes.[10] El instrumento considerado seguro para mantenerse a flote en el agua es el chaleco salvavidas (lifejacket) homologado, abrochado de manera correcta y siempre con la correa pasando alrededor del cuerpo. También son considerados instrumentos de seguridad el salvavidas con forma de aro de tipo profesional (hoop-buoy, lifebuoy, ring-buoy, life-ring, life-donut, lifesaver o lifepreserver), el cual está diseñado principalmente para ser arrojado, y otras variantes de salvavidas profesionales que los socorristas acuáticos pueden utilizar en sus rescates.

- Aguas peligrosas: Evitar nadar en aguas peligrosas, como las turbulentas, con olas muy grandes, con corrientes de agua que circulan, con corrientes eléctricas, con animales peligrosos, y las demasiado frías.
- Corrientes de agua: Existen corrientes de agua que puedan arrastrarlo a uno, las cuales pueden ser de varios tipos: 
  1. Corrientes de río: Una corriente de río puede ser fuerte. En caso de que lo arrastre a uno, está recomendado no entrar en pánico ni nadar contra ella hasta quedar agotado, sino nadar hacia donde lleva, pero a la vez alejándose de ella en diagonal (lo cual cuesta menos esfuerzo), hasta alcanzar la orilla así. En el peor de los casos, es posible al menos flotar (por ejemplo: poniéndose horizontal boca arriba, si la corriente no lo impide) y también poner los pies por delante para impactar con ellos contra cualquier obstáculo. Además, conviene saber hacia donde conduce ese río, para no acabar arrastrado hasta cualquier peligro.
  2. Corrientes de retorno: Las corrientes de retorno (o de resaca) son corrientes marítimas que van de vuelta desde tierra hacia mar adentro. A veces tienen alguna característica que permita ver que están ahí, como ser más turbulentas, más espumosas, tener burbujas, arrastrar cosas, impedir que se formen olas en su interior, etc. Si una corriente de retorno es demasiado fuerte y lo arrastra a uno, está recomendado no entrar en pánico ni nadar directamente contra ella hasta quedar agotado,[11][12] sino ir alejándose de ella poco a poco en diagonal, o incluso nadar hacia donde lleva hasta poder ir apartándose hacia un lado para volver a la orilla después. En el peor de los casos, estando dominado por la corriente, uno aún puede avisar a los socorristas, y dejarse arrastrar flotando sin grandes esfuerzos (por ejemplo: poniéndose horizontal boca arriba) hasta recuperarse así y poder regresar a tierra.

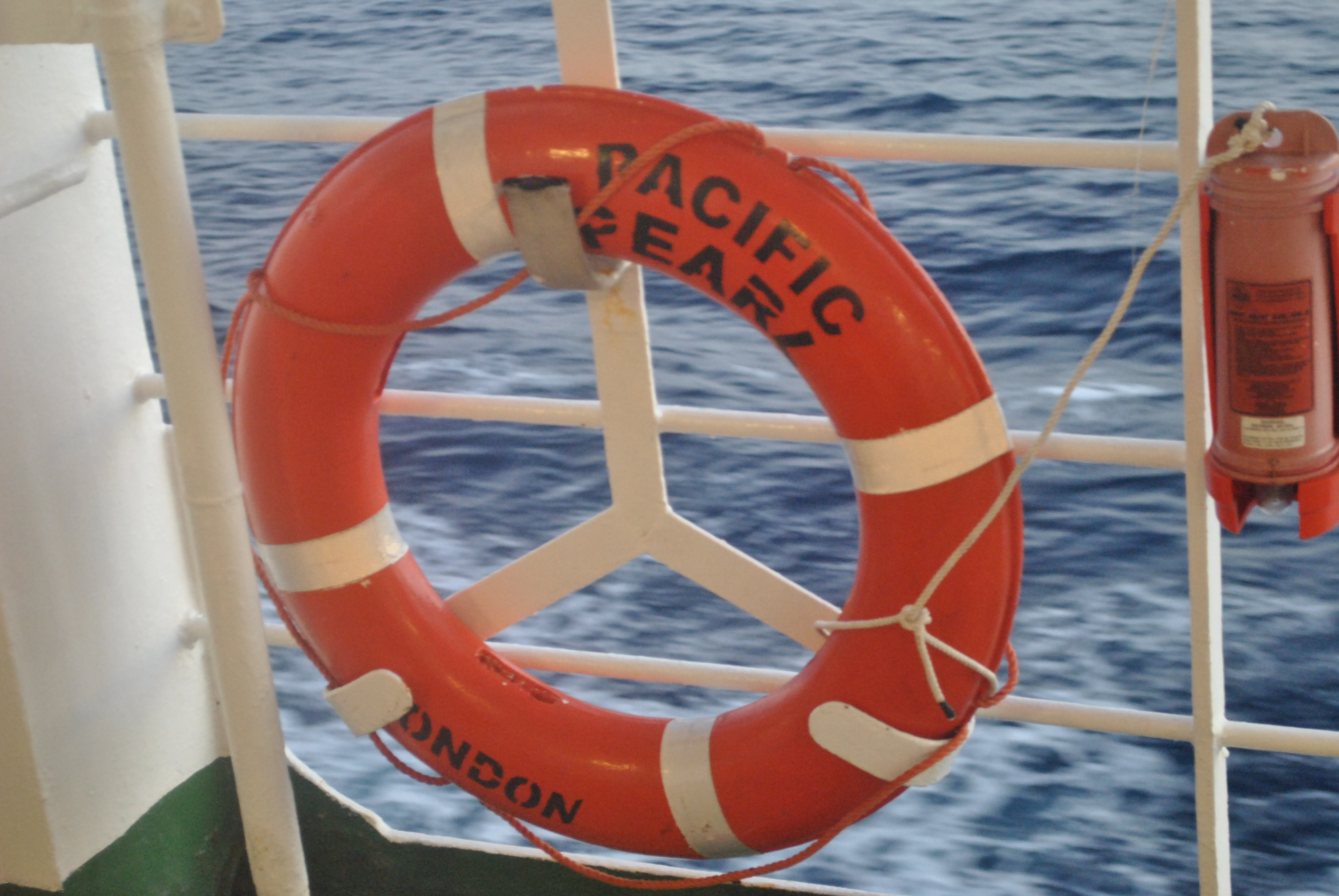
Salvavidas profesional.

- Salvavidas profesional.Navegar con seguridad: Una parte importante de las víctimas de ahogamiento muere en accidentes de navegación. Navegar con seguridad incluye informarse del estado del mar y que la embarcación vaya equipada con instrumentos de seguridad reglamentarios. Son fundamentales los chalecos salvavidas (lifejacket, ver arriba) y los salvavidas profesionales con forma de aro (hoop-buoy, lifebuoy, ring-buoy, life-ring, life-donut, lifesaver o lifepreserver).
- Nadar por parejas ("sistema del compañero"): Este sistema consiste en no nadar solo, sino junto a un compañero, para vigilarse mutuamente y ayudar en caso de que haya algún problema (siendo el sentido de este sistema la seguridad, no un sentido competitivo).
- Robots y drones de rescate: Algunos aparatos modernos son capaces de realizar un rescate acuático, así que el poseerlos mejora la seguridad. Son dirigidos a distancia por control remoto. Existen pequeños robots de rescate flotantes que pueden moverse por el agua, lo que permite que la víctima los agarre y sea remolcada hasta alcanzar la orilla. También hay drones voladores que pueden llegar hasta la posición de la víctima a gran velocidad, arrojarle un chaleco salvavidas y ayudar a los rescatadores a localizarla.
- Hacer caso a los avisos, banderas y reglamentaciones: La mayoría de la gente que sufre algún ahogamiento no siguió las normas de seguridad. Es importante hacer caso a los letreros, a las banderas que indican si es posible la natación y a las indicaciones del personal responsable (socorristas, guardacostas, etc.).

## Tiempos de ahogamiento
El tiempo de vida estando sin respirar bajo el agua depende de varios factores: la energía gastada mientras uno se ahoga, las veces que uno logre respirar, el estado físico, la edad, etc.
Inconsciencia:
Bajo el agua, alguien tardaría en quedar inconsciente entre 1 y 3 minutos (de manera muy general, pues ese tiempo puede ser mayor o menor).
Los mayores especialistas del mundo aguantan unos 3 minutos buceando antes de quedar inconscientes y casi 25 minutos si se quedan totalmente estáticos, aunque a la larga pueden sufrir secuelas o percances, siendo sus competiciones muy peligrosas.
Muerte:
Bajo el agua, alguien puede tardar en morir hasta 10 minutos o muy poco más (de manera muy general, pues ese tiempo puede ser mayor o menor). Aunque, en un caso excepcional y con las mejores circunstancias, los primeros auxilios reanimaron a un ahogado que estuvo bajo el agua 1 hora y 5 minutos aproximadamente.

## Rescate (salvamento) de víctimas en el agua
Es necesario realizar un salvamento acuático cuando una persona se ahoga (sea en una piscina, en el mar, en un río, o donde sea), o si simplemente se ha perdido o ha desaparecido en el agua (pues gran parte de los ahogamientos son silenciosos y difíciles de ver). El salvamento es una rápida operación de rescate con varias fases que pueden ser resumidas así:

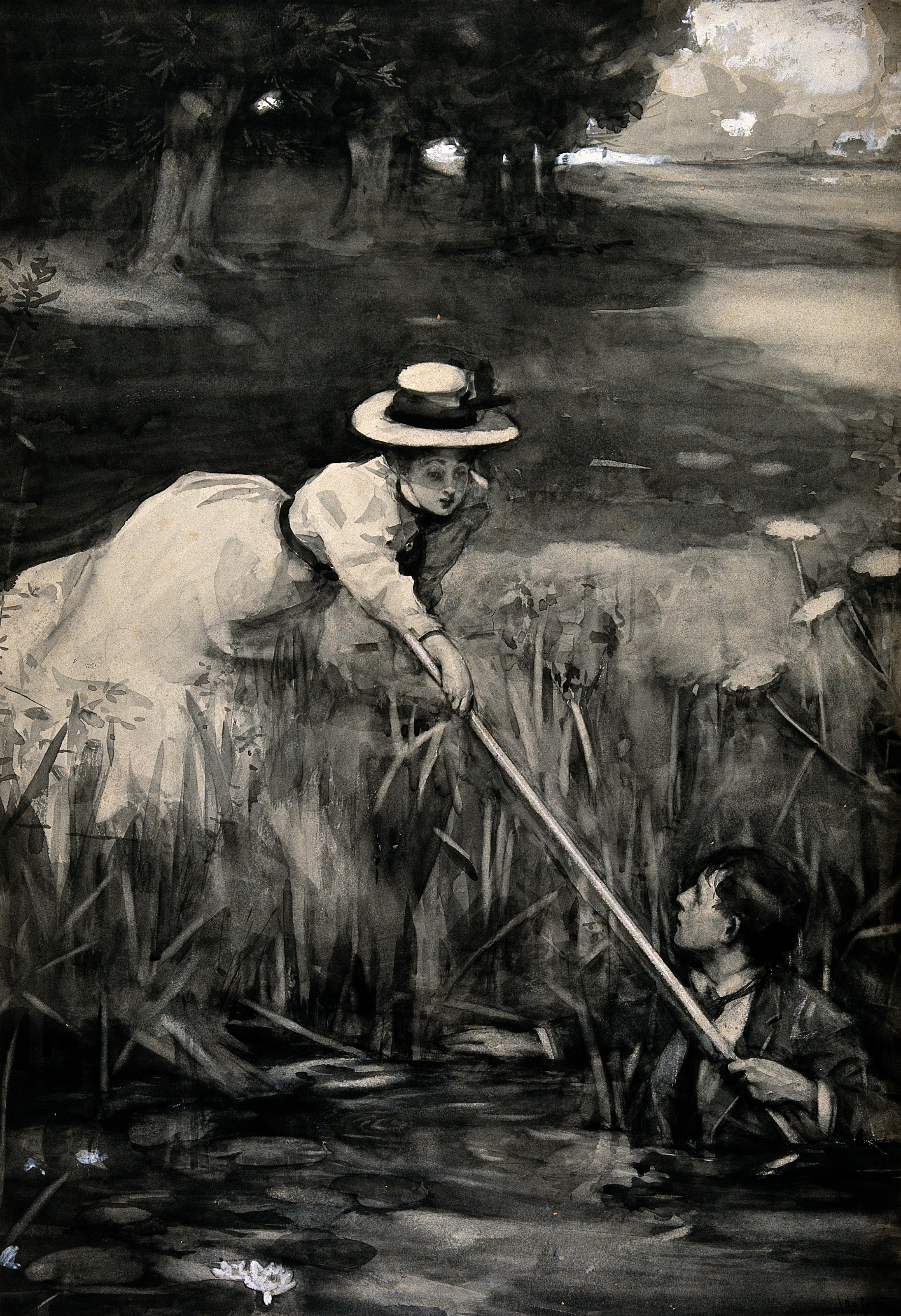
Rescate desde una base segura. Extendiendo un objeto, conviene que el rescatador se tumbe en el suelo para que la víctima no lo arrastre hacia el agua.

### 1. Inicio y maneras de salvamento desde tierra
Lo más rápido y fácil es:
- Si hay algún socorrista por allí, pedirle que ayude a la víctima o avisarle de por dónde ha desaparecido. Además, algunas zonas de natación tienen drones voladores capaces de arrojar chalecos salvavidas, o robots capaces de flotar hasta la víctima y a los que podría agarrarse, así que es posible preguntar por ellos.

- Intentar lanzarle a la víctima algo que flote (como un objeto hinchable, una rama gruesa, o una pelota), apuntando para que le quede lo más cerca posible pero sin que le golpee en su cabeza. Un objeto flotante puede ser tomado de cualquier sitio, pues objetos así son abundantes en playas y piscinas. O, si uno puede alcanzar a la víctima desde fuera del agua con un objeto (como un palo largo, una rama gruesa, una cuerda, o simplemente con la mano o el brazo), puede tumbarse bien pegado al suelo (para evitar ser arrastrado hacia el agua por la víctima), y, estando tumbado, acercarle el objeto que sea para que lo agarre.

Cuando los recursos anteriores no son posibles, aún es posible hacer todo lo siguiente: 
- Llamar a los servicios de emergencia, médicos y de rescate (hay una lista de números de teléfono de emergencias aquí). Algunas víctimas en ahogamientos complejos han sido rescatadas por profesionales desde una embarcación o un helicóptero.
- Aconsejar a la víctima que se coloque horizontalmente boca arriba, pues esa posición permite flotar sin esfuerzo alguno (aunque una víctima nerviosa podría no lograr ponerse así). La gente alrededor puede dar algún otro consejo para guiar el salvamento, si tiene algo que decir.
- Pedir alguna barca de remos u otro vehículo para acercarse a la víctima, sin arrollarla y sin golpearla, y luego auxiliarla desde allí. Conviene llevar algo a lo que la víctima pueda agarrarse, sea algo que flote y pueda ser lanzado (sin que le golpee en la cabeza), o algo que pueda ser extendido (como un palo largo, una rama gruesa o una cuerda) y desde lo cual el rescatador pueda tirar de la víctima (es recomendable tumbarse antes pegado al suelo del vehículo, para evitar ser arrastrado hacia el agua).
- Finalmente, es posible intentar sacar a la víctima nadando (ver debajo), pero conviene llevar algún objeto flotante durante el rescate a nado, lo cual lo facilitaría grandemente (tal objeto puede ser tomado de cualquier sitio) y realizar esa labor sólo si uno piensa que será capaz de completarla técnicamente y físicamente. También es posible preguntar en el entorno si hay alguien allí capaz de sacar nadando a la víctima correctamente y con cierta seguridad, y proporcionarle el objeto flotante. Entonces uno podría dedicarse a guiar ese rescate, si sabe.

### 2. Sacar a nado fuera del agua a una víctima
Una víctima que se ahoga tiene que ser sacada del agua a nado si no puede salir de allí y no puede ser rescatada desde tierra o desde un vehículo acuático (tal como ha sido descrito arriba), o si ha desaparecido en el agua o sus alrededores. Para sacarla en esos casos, alguien tendría que nadar hasta donde está, y hacerle una maniobra con la cual remolcarla hasta suelo seco. Es una operación que conlleva peligro, por lo que conviene utilizar un objeto flotante como ayuda para mayor facilidad y seguridad (el cual puede ser tomado de cualquier sitio) y sólo hacerla si uno piensa que es capaz de completarla técnicamente y físicamente. Si la víctima parece tener una lesión grave en su espalda o cuello que ha dejado limitada a su movilidad, es recomendable que sea un socorrista profesional quien la rescate, o, si eso no es posible, sería aconsejable al menos sacarla del agua mediante maniobras especiales para lesión medular, las cuales son más complejas, pero le darían el mejor tratamiento posible.

#### 2A. Contacto inicial y agarre

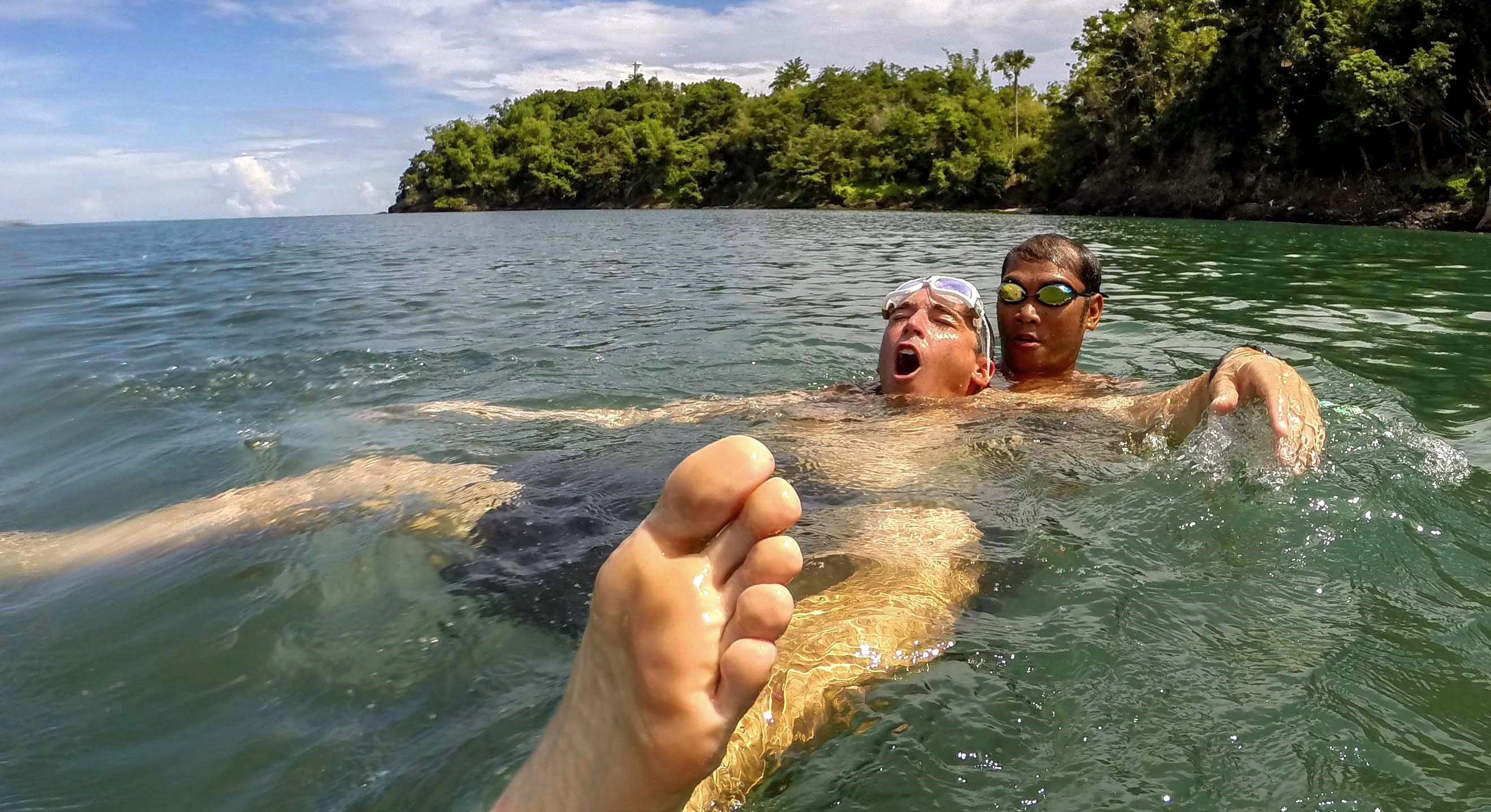
Rescate acuático: El rescatador ya ha controlado la posición de la víctima (la parte de mayor peligro en el caso de víctimas ansiosas), y comienza una maniobra de remolque hacia tierra. La boca y nariz de la víctima se mantienen fuera del agua. Está recomendado llevar algún objeto flotante para facilitar la tarea.

El rescate mediante natación comienza cuando el rescatador considera que es la mejor opción y que podrá completarlo (técnicamente y físicamente) pero, afortunadamente, es posible y recomendable llevar nadando algún objeto flotante para facilitar esa tarea (el cual puede ser tomado de cualquier sitio, pues esos objetos son abundantes en playas y piscinas). Eso es especialmente importante en el momento en que el rescatador llega hasta la zona de la víctima e intenta tomar contacto con ella, pues, cuando la víctima lo vea acercarse, es normal que intente agarrarlo desesperadamente. En situaciones más asequibles, la víctima ha quedado agotada, o ha sufrido un tirón u otro problema de salud, y está más tranquila o desvanecida. Pero, en el peor de los casos, estaría con ansiedad y vigorosa. Por eso, algunos socorristas expertos nadan llevando con ellos algún objeto que flote (preferiblemente), o cualquier otro (como una toalla), para que la víctima al menos se agarre a eso (e incluso remolcarla así si fuese posible). Cuando no hay objeto, algunos socorristas empiezan el agarre ofreciendo una mano a la víctima. Y otros directamente toman su brazo y se lo ponen detrás de la espalda para inmovilizarla antes de cualquier maniobra. En cualquier caso, el rescatador tiene que manejar ese primer momento, y comunicarse con la víctima para coordinarse y que se deje hacer una maniobra de remolque.
En caso de que el agarre inicial falle, y no haya objeto flotante al que agarrarse, y la víctima se cuelgue del rescatador, y el rescatador no logre zafarse, ni inmovilizarla, ni comunicarse con ella, el rescatador podría liberarse (en el mejor de los casos) buceando un poco hacia abajo (porque las personas que no saben nadar tienden a moverse en sentido contrario: hacia arriba, para asomarse a la superficie). Tras escaparse así, el rescatador puede volver a intentar realizar el agarre inicial.

#### 2B. Ascenso de víctimas hundidas
Si la víctima ya está hundida y se ahoga, hay que sacarla a la superficie.
Para ello, normalmente, es necesario sumergirse, bucear hasta la víctima, agarrarla por detrás y subirla, siendo siempre importante el primer contacto físico con ésta, pues podría intentar agarrarse peligrosamente al rescatador.
Ascenso optativo para víctimas inconscientes hundidas a poca profundidad: En el mejor de los casos, la víctima estaría inconsciente y hundida, pero habría quedado mantenida a poca profundidad, y alguno de sus brazos sería alcanzable desde la superficie, ante lo cual, podría valer con agarrar ese brazo (o los dos), con cierta precaución (pues, si aún está consciente, puede intentar agarrarse desesperadamente al rescatador desde abajo), y luego sencillamente nadar hacia delante e ir tirando de ese brazo hacia arriba y en diagonal mientras el cuerpo de la víctima va ascendiendo (pues los cuerpos tienden a flotar), hasta que ascienda del todo (si es que la maniobra funciona de la mejor manera). Tras ello, la víctima sería colocada horizontal y boca arriba (o al menos con la cabeza fuera del agua), para remolcarla hasta la orilla.

#### 2C. Remolque a nado de víctimas hacia fuera del agua
Cuando el rescatador haya completado la fase de agarrar correctamente a la víctima, y esté con ella en la superficie del agua, tiene que remolcarla hasta suelo seco. Existen varias maniobras de remolque, pero, sea cual sea la elegida, la boca y la nariz de la víctima deben quedar siempre fuera del agua, y la maniobra tiene que permitir al rescatador nadar con fluidez. La maniobra de remolque más habitual es: 
- Remolque 'mano-mandíbula por la axila': Ponerse tras la víctima e inclinarla hacia una posición hacia atrás boca arriba (lo más horizontal posible, para ayudar a que flote), pasando el rescatador uno de sus brazos por debajo de la axila de la víctima, y luego sujetando su mandíbula con la mano de ese mismo brazo que ha pasado bajo su axila. El rescatador puede tirar de la víctima con ese brazo, y le queda otro brazo libre para nadar. La manera más fácil de nadar así sería hacia atrás (y además, en el método normal de rescate, el rescatador que nada hacia atrás movería las piernas como en el estilo braza, similar al de una rana cuando nada), aunque el rescatador puede intentar utilizar otro estilo, pero sin hundir la cara de la víctima. El uso de un objeto flotante aumenta las posibles maneras de remolque.

Remolque optativo para víctimas inconscientes: Si la víctima está inconsciente, el rescatador, optativamente, también podría remolcarla poniéndola horizontal boca arriba para que flote, y nadando mientras tira de alguna parte de su cuerpo (por ejemplo: un codo o una muñeca), o de su ropa (normalmente de la parte trasera del cuello de su camisa, si es que la lleva puesta), pero es el rescatador quien tiene que ver cómo puede remolcarla mejor.
Los socorristas profesionales conocen varias maniobras más, apropiadas para cada ocasión, y pueden ayudarse de algún instrumento reglamentario.
Estando la víctima ya remolcada hasta suelo seco, si su corazón no late, o no respira, o está inconsciente, pasar inmediatamente a los primeros auxilios para víctimas de ahogamiento.
Extracción final desde una piscina hasta suelo seco: En una piscina, tras remolcar a la víctima hasta el bordillo, el pasarla a suelo seco es un proceso final llamado extracción. Suele requerir llevar a la víctima adonde el agua cubre poco y permite estar de pie, y situarla flotando en horizontal, y moverla a suelo seco desde esa posición. O: situarla de pie apoyada sobre el bordillo, con sus brazos extendidos sobre el suelo seco, y que el rescatador que sea, desde arriba, levante los brazos de la víctima, le dé media vuelta girándolos, y la suba tirando de sus brazos, antebrazos o axilas. La tarea es mucho más fácil si es realizada por varios rescatadores que elevan a la víctima coordinadamente.
Y, siempre, cuando la víctima ya esté en suelo seco, si su corazón no late, o no respira, o está inconsciente, pasar inmediatamente a los primeros auxilios para víctimas de ahogamiento.

#### Sacar a nado a víctimas con lesión grave en la columna vertebral
A veces la víctima sufre una lesión especialmente grave en su columna vertebral (que afecta a la médula espinal, sea en la espalda o en el cuello), la cual ha dejado limitada su movilidad. En algunas ocasiones, ese accidente les ha sucedido a nadadores que han saltado a aguas poco profundas, y se han golpeado contra el fondo o rocas que sobresalían, aunque también puede ser que eso les deje simplemente inconscientes, aturdidos o con lesiones menores. Si la víctima parece tener una lesión de tipo mayor en su columna vertebral, sería conveniente que un socorrista profesional se encargase del rescate, para evitar todo lo posible el causarle daños adicionales (en la zona del cuello o la espalda). En caso de que no haya socorristas disponibles para rescatar a la víctima, otra persona podría intentar sacarla del agua, pero, si es posible, hay que utilizarlas maniobras especiales para esos casos, las cuales dan el mejor tratamiento posible a esa lesión: 

Diagrama de la médula espinal en la columna vertebral

- Contacto y agarre de una víctima situada en la superficie del agua con lesión medular grave, y remolque correspondiente:  Siempre es recomendable cierta precaución, pues una víctima así situada en la superficie aún podría agarrarse al rescatador de manera molesta. Además, la lesión podría haberla dejado paralizada boca abajo (estando consciente o inconsciente), lo cual requiere colocarla boca arriba mediante alguna maniobra de volteo cuidadosa.
Una maniobra habitual para ese tipo de víctimas en la superficie, y cuyo agarre sirve tanto para el volteo como para el remolque hasta tierra, es la 'maniobra de torno'. En ella, el rescatador pasa uno de sus brazos por debajo de la axila de la víctima y, con la mano de ese mismo brazo, le sujeta la mandíbula (como en el remolque 'mano-mandíbula por la axila'), pero, además, le sostiene la nuca con la otra mano. La espalda y el cuello de la víctima deben quedar alineados (si es posible) con cuidado. Si la víctima estaba boca abajo, el rescatador, tras agarrarla así, la rotaría sobre el lado de la mano con la que sostiene su mandíbula, en un giro que la deja boca arriba a la vez que a él lo deja por debajo. En cualquier caso, el rescatador queda debajo de la víctima, y, con ella así agarrada, la remolca hasta tierra, nadando hacia atrás mediante sus piernas mientras la porta sujeta contra su pecho, con cierto cuidado.

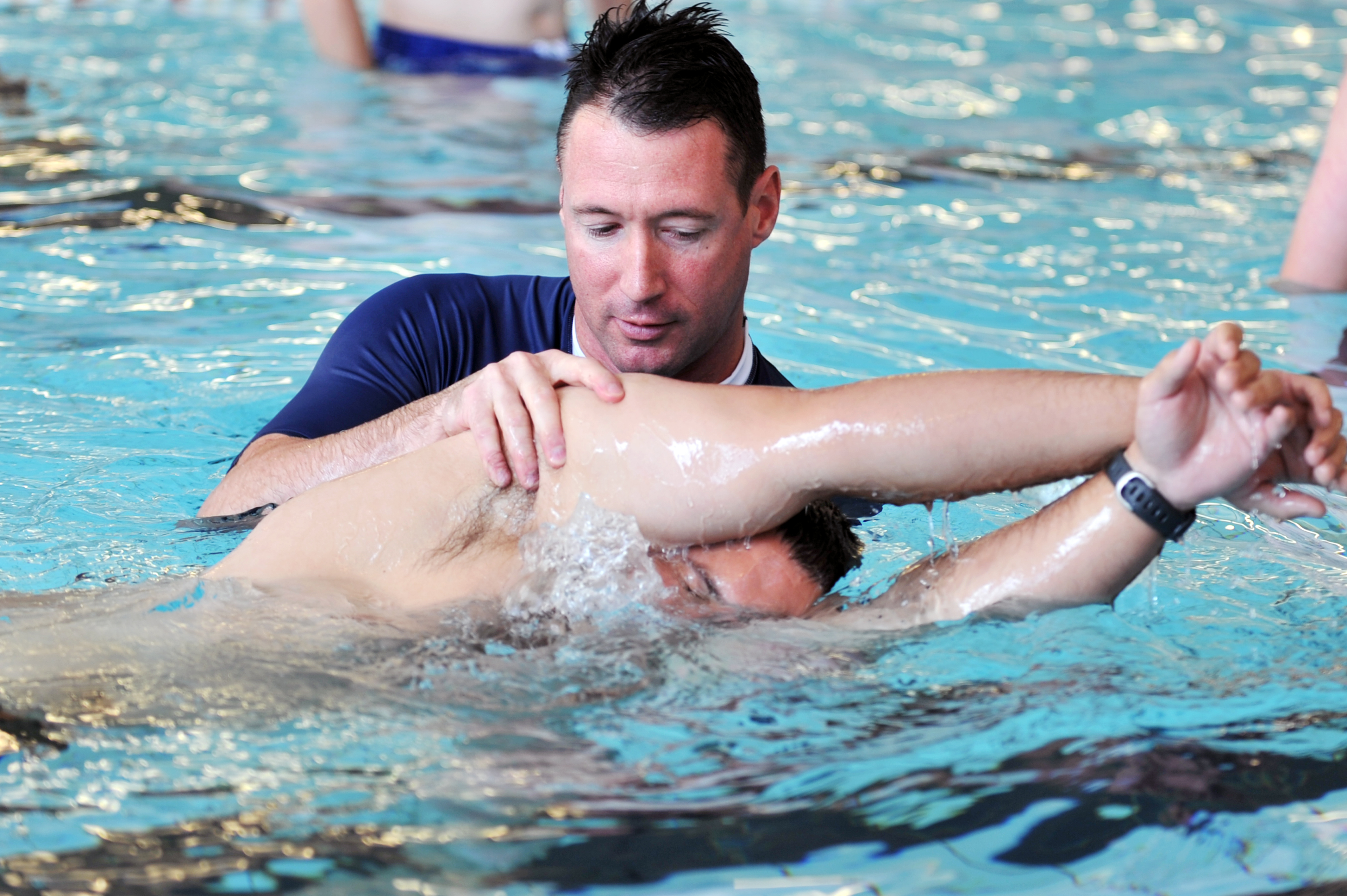
Maniobra 'pinza de bíceps', utilizada por muchos rescatadores para inmovilizar el cuello de una persona con lesión medular con sus propios brazos (texto a la izquierda).

- Maniobra 'pinza de bíceps', utilizada por muchos rescatadores para inmovilizar el cuello de una persona con lesión medular con sus propios brazos (texto a la izquierda).Ascenso de una víctima hundida con lesión medular grave, y remolque correspondiente: Si una víctima de ese tipo está hundida, hay que llevarla hasta la superficie buceando. Es recomendable cierta precaución, pues no queda descartado que aún pueda intentar agarrarse desesperadamente al rescatador desde abajo (según sea su lesión).
Una maniobra habitual para ascenderla es la 'pinza de bíceps'. En ella, el rescatador intenta cuidadosamente alinear la espalda de la víctima con su cuello (si eso es posible). Entonces, para asegurar la columna vertebral lesionada, el rescatador se coloca detrás de la víctima, agarra sus brazos por la zona del tríceps (entre el codo y el hombro), los estira en la misma dirección que el resto de su cuerpo, y procede a inmovilizar su cuello con ellos, apretándoselos contra su cabeza (a la altura de las orejas), como si fuesen una pinza, la cual deja a sus brazos completamente extendidos y cruzados aproximadamente por sus muñecas. La víctima debe quedar inclinada boca arriba, agarrada en esa posición, y apoyada sobre el pecho del rescatador, quien se situaría bajo su espalda, y la ascendería así en diagonal hasta la superficie. Ya en la superficie, el rescatador prolongaría la maniobra hasta llegar a tierra, nadando hacia atrás mediante sus piernas mientras mantiene el mismo agarre, siempre con cuidado. Algunos rescatadores pueden entonces ponerse los brazos estirados de la víctima sobre su hombro, sosteniéndolos entre su propia mano y su propia cabeza, para así liberarse un brazo y nadar también con él.

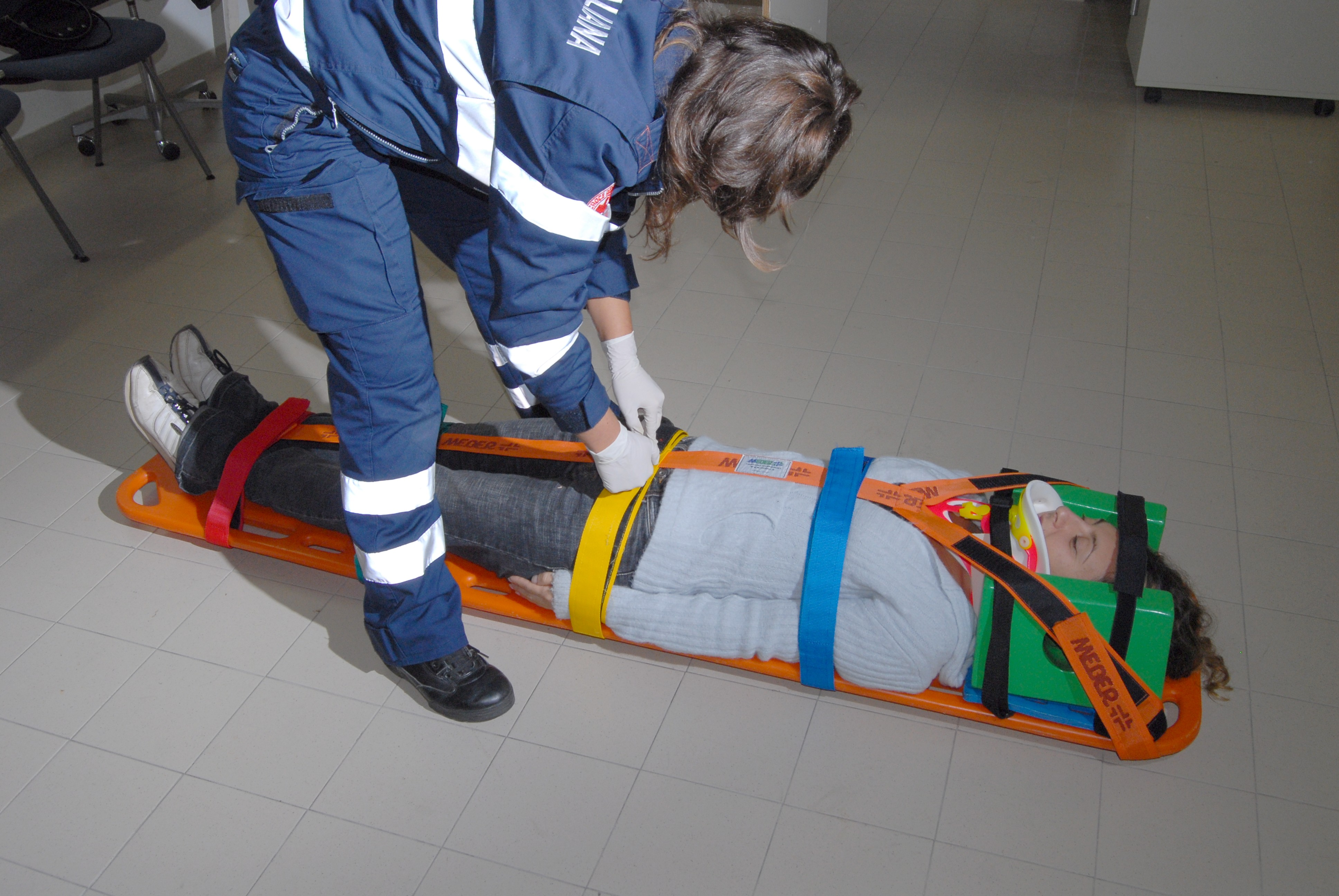
Tabla espinal reglamentaria.

- Tabla espinal reglamentaria.Colocación en suelo seco de una víctima con lesión medular grave:  El paso final desde el agua a un suelo seco es especialmente delicado en una víctima de ese tipo. Por ello, y si es posible, es requerido que, mientras aún está flotando boca arriba en el agua, sea situada encima de una 'tabla espinal' (o al menos una base similar desplazable, suficientemente rígida o gruesa, incluso alguna colchoneta hinchable podría ser útil), y que su cuello sea inmovilizado con un collarín cervical ortopédico u otro aparato válido, para poder ser transportada por tierra y depositada en el suelo así. Además, varios rescatadores pueden colaborar para realizar esta tarea. Pese a lo cual, pueden suceder estas situaciones:

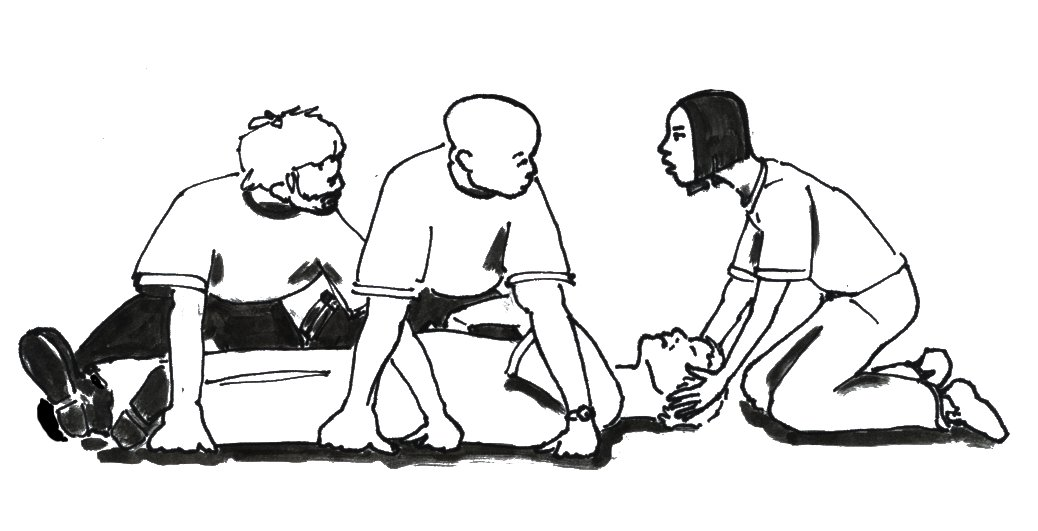
Sin tabla espinal y víctima con lesión medular grave: Una de las mejores alternativas es que varios rescatadores coordinados sitúen a la víctima lesionada (leer texto a la izquierda).

  - Sin tabla espinal y víctima con lesión medular grave: Una de las mejores alternativas es que varios rescatadores coordinados sitúen a la víctima lesionada (leer texto a la izquierda).Sin material pero estando varias personas: Si los utensilios requeridos no están disponibles (una base, un collarín), pero la víctima con lesión medular grave requiere urgentemente primeros auxilios para el ahogamiento (ver más abajo), al menos es conveniente que varias personas colaboren para sostener cuidadosamente a la víctima, manteniendo a su cuello y su espalda en la misma posición, para dejarla así en el suelo (sea la arena de una playa o el bordillo de una piscina).
La extracción de una víctima con lesión medular grave desde una piscina hasta suelo seco es más fácil si varios rescatadores se coordinan para elevarla: normalmente la víctima estaría en una posición horizontal, y la ascenderían recta, en perpendicular, con la cabeza por delante, como si fuese una tabla que sube por un extremo, pero sosteniendo su cabeza alguien que esté arriba, sea con las manos o, si no, con los antebrazos mientras las manos sostienen sus axilas o su espalda. También es posible prolongar la maniobra de remolque 'pinza de bíceps' (descrita arriba) y sacar a la víctima en esa posición. Habiendo varios rescatadores coordinados, también podrían intentar subir a la víctima completamente horizontal (tumbada), manteniendo su cuello y su espalda tal como estaban en el agua. Y si, estando la víctima ya en el suelo, fuese necesario desplazarla por tierra hasta otro punto un poco más lejano, podrían intentar moverla haciéndola rodar sobre sí misma como si fuese un tronco, pero cuidadosamente, sosteniendo su cabeza y manteniendo a su cuello y su espalda en la misma posición (en inglés: maniobra de log roll, o logrolling).

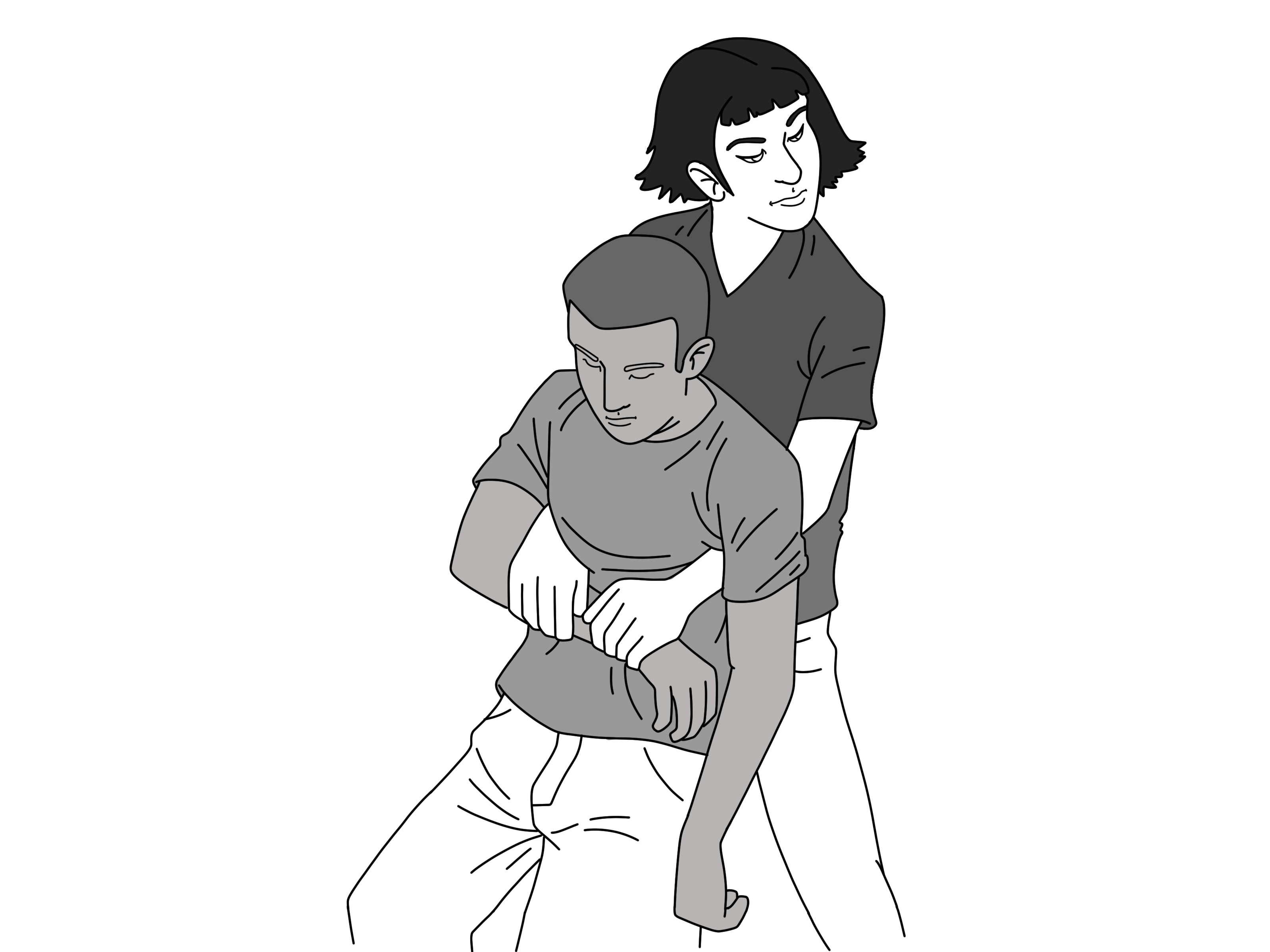
Sin tabla espinal, víctima con lesión medular grave y un solo rescatador: El rescatador podría intentar usar la maniobra de Rautek para situar a la víctima lesionada. La cabeza y la espalda de la víctima irían apoyadas en el rescatador (leer texto a la izquierda).

  - Sin tabla espinal, víctima con lesión medular grave y un solo rescatador: El rescatador podría intentar usar la maniobra de Rautek para situar a la víctima lesionada. La cabeza y la espalda de la víctima irían apoyadas en el rescatador (leer texto a la izquierda).Sin material y estando solo: En el peor de los casos, el rescatador estaría sin utensilios (una base, un collarín) y completamente solo junto a la víctima con lesión medular grave, pero ésta requeriría urgentemente primeros auxilios para el ahogamiento (ver más abajo). Por ello, el rescatador simplemente intentaría trasladarla cuidadosamente hasta suelo seco, manteniendo a su cuello y su espalda en la misma posición, y sin darles tirones. Puede no existir una maniobra perfecta para que una sola persona haga eso, pero:
Para mover una víctima con lesión medular desde la orilla del mar, o por tierra, algunos socorristas la colocan sentada y desde ahí la arrastran desde atrás, sea por el suelo, o levantándola un poco, sosteniéndola con sus propios brazos por debajo de sus axilas, y apoyando la espalda y la cabeza de la víctima en su propio cuerpo (maniobra de Rautek).
Para la extracción de una víctima con lesión medular grave desde una piscina hasta suelo seco, las opciones normales son que el rescatador, tras llevarla adonde el agua cubre poco y permite estar de pie, la sitúe flotando en horizontal, y luego la deposite sobre el bordillo mediante la fuerza de sus brazos (lo cual sería con las piernas de la víctima por delante), o, si eso es imposible, que el rescatador suba primero al bordillo y desde allí la saque (sea tirando de sus axilas o con cualquier método mejor que sea capaz de realizar).

### 3. Pasar a hacer los primeros auxilios requeridos
Tras sacar del agua a cualquier víctima de ahogamiento, hay que practicarle los primeros auxilios que requiera (ver debajo).

## Primeros auxilios para víctimas de ahogamiento
Son realizados estando ya el rescatador con la víctima en tierra, pues requieren una base firme.
Precauciones especiales en caso de posible lesión medular grave
Una víctima de ahogamiento que parezca tener una lesión grave en la columna vertebral (sea en la espalda o en el cuello), la cual haya dañado a su movilidad, debe ser manejada con mucho cuidado, manteniendo a su espalda y su cuello alineados en la misma posición que tenían en el agua (o con el menor cambio posible) para evitar agravar los daños. Por ello:
Es recomendable que la víctima sea sacada del agua y situada en el suelo por varias personas coordinadas (ver más arriba). Incluso, lo apropiado es que, cuando la víctima todavía está en el agua, sea atada a una tabla espinal reglamentaria, y le pongan un collar cervical en el cuello, para transferirla con más seguridad desde el agua a tierra firme (el tiempo disponible para realizar ese paso puede variar si la víctima está en parada cardiorrespiratoria). Fijar a una víctima de lesión medular a una tabla espinal es una maniobra profesional que a veces requiere métodos indirectos para poder enderezar su postura lo suficiente y con seguridad.
Como en otros casos, la víctima sería finalmente tumbada boca arriba, en una superficie suficientemente firme (por ejemplo, en el suelo), pues eso permite realizar las compresiones torácicas de reanimación cardiopulmonar (RCP, ver más abajo) si son necesarias. Estando la víctima ya sacada del agua y situada en el suelo, hay que evitar mover su cuello y su espalda, y, en caso de mover alguna de esas partes, sería con mucho cuidado, lo menos posible, y principalmente para realizar las maniobras de reanimación cardiopulmonar (RCP, ver más abajo) si las necesita, hasta que lleguen los servicios médicos de emergencia y se encarguen de la situación. Mientras éstos llegan, un rescatador que sea suficientemente hábil puede intentar mantener fijada a la lesión de la víctima poniendo cuidadosamente junto a esa lesión algún tipo de acolchamiento amoldable (típicamente toallas), lo cual reduce los movimientos peligrosos.
Primeros auxilios comunes para cualquier víctima de ahogamiento
- Si la víctima está inconsciente, pero respira, requiere ser tumbada de lado, para evitar que vomite y pueda atragantarse con el vómito (quedaría normalmente sobre su lado derecho, el izquierdo es el recomendado para las mujeres embarazadas desde hace al menos siete meses y medio aproximadamente);[23]aunque, si la víctima parece tener una lesión grave en la columna vertebral (sea en la espalda o en el cuello), la cual ha dañado a su movilidad, es conveniente mantener a su espalda y su cuello alineados en la misma posición, lo cual dificulta situarla en posición lateral o requiere a varias personas para ello, por lo que casi siempre sería preferible el dejarla boca arriba.
- Si la víctima no respira o su corazón no late (o al menos lo parece), hay que hacerle rápidamente una reanimación cardiopulmonar (RCP) para víctimas de ahogamiento (leer más abajo), la cual es muy similar a la normal.[24] Es requerido llamar a los servicios médicos de emergencia si no han sido llamados ya (hay una lista con sus números de teléfono aquí). Además, conviene enviar a alguien a pedir un aparato desfibrilador (DEA o DESA, AED en inglés) en el entorno (pues son muy comunes en la actualidad), por si fuese necesario utilizarlo (leer más abajo).

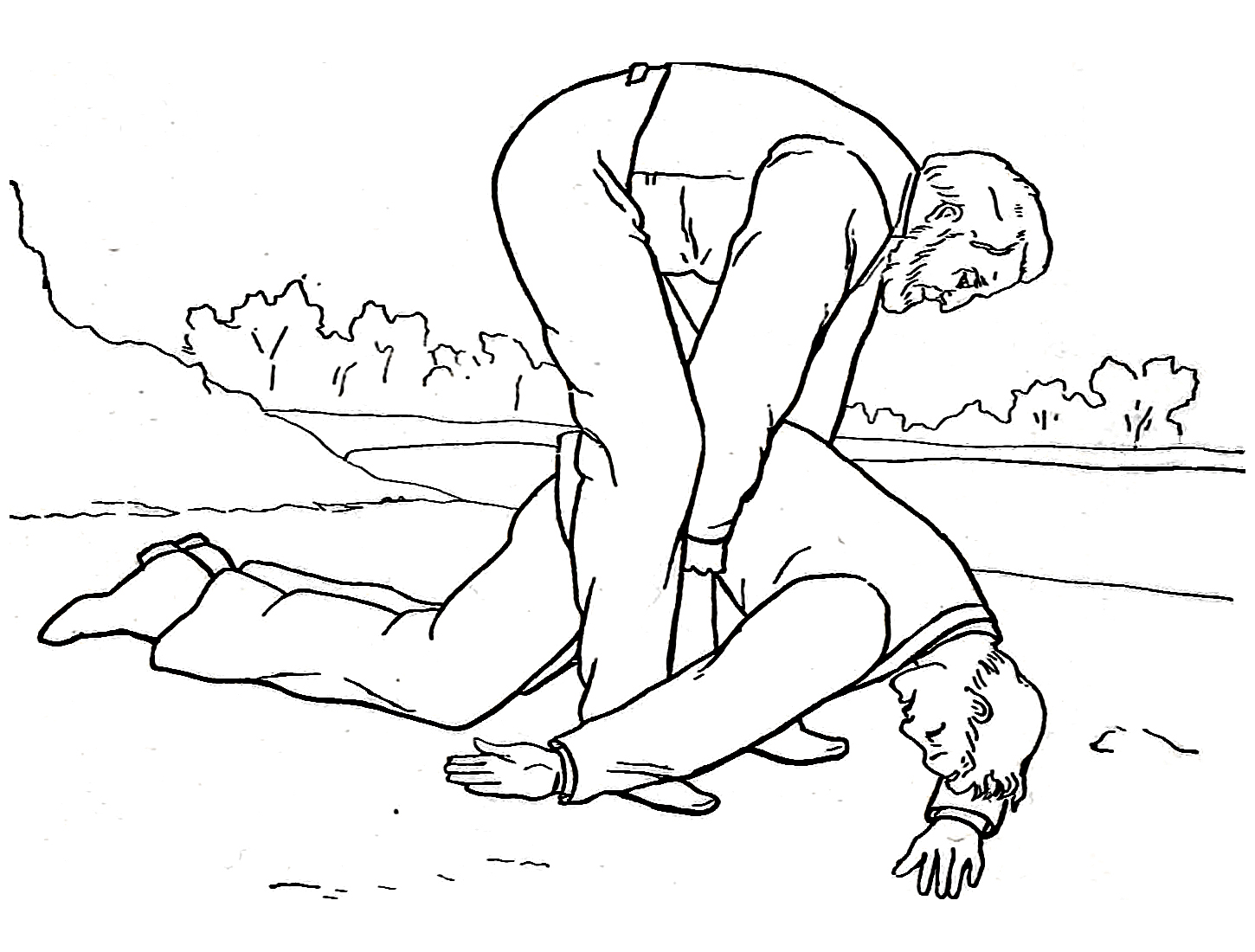
Ilustración de un antiguo sistema médico para expulsar el agua de pulmones inundados en víctimas de ahogamiento.

Ilustración de un antiguo sistema médico para expulsar el agua de pulmones inundados en víctimas de ahogamiento.En caso de que el rescatador sea la única persona junto a una víctima sin respiración y sin latidos: está recomendado que le haga la reanimación cardiopulmonar (RCP, leer más abajo) durante 2 minutos (o 5 ciclos de compresiones y ventilaciones), y luego llame a los servicios de emergencias; en ese momento, el rescatador también podría tomar un desfibrilador cercano (DEA o DESA, AED en inglés) del entorno (sólo si el desfibrilador puede ser conseguido enseguida, muy rápidamente), por si acaso fuese necesaria una desfibrilación (leer más abajo); y, tras ello, reanudaría la reanimación cardiopulmonar.
Es mencionable que el tratamiento médico tradicional para los ahogados con pulmones inundados comenzaba por expulsar el agua de sus pulmones antes de pasar a la reanimación, inclinando a la víctima boca abajo (ver dibujo a la derecha).[25] Sin embargo, manejar el peso de su cuerpo podía costar tiempo y esfuerzos en algunos casos, especialmente si tenía alguna lesión grave en su columna vertebral (en cuello o espalda), lo cual requiere mayor cuidado.

En la reanimación cardiopulmonar (RCP) para víctimas de ahogamiento, la víctima es tumbada boca arriba; esto sería hecho cuidadosamente si parece tener una lesión grave en su columna vertebral (sea en la espalda o en el cuello), manteniendo a su espalda y cuello en la misma posición todo lo posible, e incluso realizándolo coordinadamente entre varias personas. Tras ello:

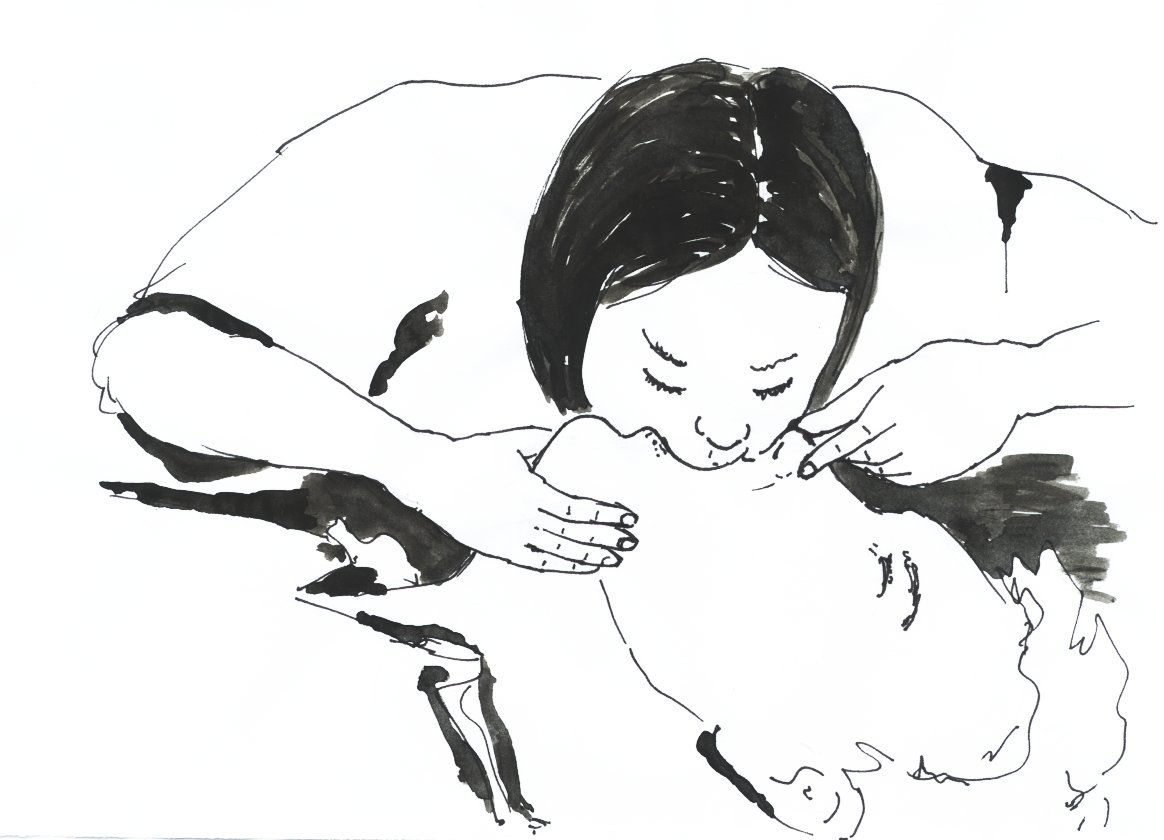
Ventilaciones.

- Si la víctima es mayor que un bebé (sea un adulto o un niño): Su cabeza sería reclinada un poco hacia atrás, para favorecer las maniobras de ventilación. Para movilizar el agua que haya entrado a los pulmones, comenzar por hacerle 2 ventilaciones iniciales: pinzando su nariz con los dedos, abriendo su boca, cubriéndola con la boca del rescatador e insuflando el aire dentro (hinchando sus pulmones así, pero sin provocar una presión excesiva).[26] A continuación, se alternan continuamente series de 2 ventilaciones del mismo tipo con series de 30 compresiones torácicas, presionando con las manos cruzadas sobre la mitad inferior de su esternón: el hueso que recorre el centro del pecho desde el cuello hasta el vientre. Ambas series de ventilaciones y compresiones siguen hasta que la víctima vuelva a respirar correctamente o lleguen los servicios médicos. Adicionalmente, una cantidad de las víctimas puede haber sufrido un tipo de parada cardiorrespiratoria que requiera un desfibrilador para corregirla (leer más abajo).Compresiones torácicas.

Compresiones torácicas.

- Si la víctima es un bebé (un niño de muy poco tamaño, normalmente de menos de 1 año): El método es muy similar. Su cabeza sería dejada recta, mirando hacia delante, lo cual es requerido para la entrada de aire en bebés.[27]Comenzar por hacerle 2 ventilaciones iniciales: cubriendo con la boca del rescatador la nariz y la boca del bebé a la vez, e insuflándole aire dentro (hinchando sus pulmones así, pero sin provocar una presión excesiva).[26] A continuación, se alternan continuamente series de 2 ventilaciones del mismo tipo con series de 30 compresiones torácicas presionando con solo 2 dedos sobre la mitad inferior de su esternón: el hueso que recorre el centro del pecho desde el cuello hasta el vientre. Ambas series de ventilaciones y compresiones siguen hasta que la víctima vuelva a respirar correctamente o lleguen los servicios médicos. Adicionalmente, algunos bebés pueden haber sufrido un tipo de parada cardiorrespiratoria del tipo que requiere un desfibrilador para corregirla (leer debajo).

Los desfibriladores (DEA o DESA, AED en inglés) están presentes en muchos lugares públicos. Producen una desfibrilación (descargas eléctricas) que puede restaurar el pulso de una víctima, aunque no funciona en todos los casos, sino sólo para ciertos tipos de problemas. Los desfibriladores son fáciles de usar, pues emiten sus instrucciones con mensajes de voz. Antes de intentar una desfibrilación, la víctima y el rescatador deben estar fuera del agua, y el cuerpo de la víctima ser secado (de alguna manera breve). Si el cuerpo de la víctima está extremadamente frío (una hipotermia), tendría que ser calentado para mejorar la desfibrilación (las víctimas que parezcan tener una lesión en la columna vertebral, sea en la espalda o en el cuello, de tipo grave para su movilidad, serían calentadas sin mover su lesión, sólo como sea posible).
Sin embargo, el frío puede haber atenuado previamente los daños por la asfixia en sí, por lo cual, el ahogamiento en agua helada prolonga las posibilidades de éxito de la reanimación, y más en víctimas jóvenes.
Durante un tiempo se popularizó la idea de que la maniobra de Heimlich contra atragantamientos también funcionaría para reanimar a los ahogados en agua, pero actualmente está desaconsejada para reanimaciones.

## Estadísticas
El ahogamiento es un problema de salud pública importante que provoca 320 000 muertes al año en todo el mundo.
Aunque está poco reconocido en los países en desarrollo, es la tercera causa de muerte por lesión involuntaria después de los accidentes de tráfico y las caídas. Esto excluye a los accidentes de transporte acuático.[cita requerida]
La gran mayoría (aproximadamente, el 97 por ciento) de las muertes por ahogamiento sucede en países con ingresos medios y bajos. Las regiones occidentales del Pacífico y de Asia Sur-Oriental suman el 60 por ciento de este tipo de mortalidad. Los varones en África y el Pacífico occidental tienen las tasas de mortalidad por ahogamiento más altas del mundo.[cita requerida]
Considerando a las víctimas por grupos de edad, son los niños menores de cinco años de edad los que tienen las tasas de mortalidad por ahogamiento más altas. Entre la mitad y el 60 por ciento de los fallecidos por ahogamiento son niños de entre 0 y 14 años. 
Según informa la Organización Mundial de la Salud en su Censo Global de Lesiones, el ahogamiento es la primera causa de muerte en el mundo para los niños varones con edades entre los 5 y 14 años, y la quinta causa de muerte para las niñas del mismo grupo de edad. Según la OMS, el 0,7 % de todas las muertes en el mundo, o más de 500 000 muertes cada año son debidas a la asfixia por sumersión accidental. Este número no incluye a los ahogamientos que ocurren en inundaciones, tsunamis y accidente de navegación, por lo tanto las cifras reales deben ser mayores.
La población más vulnerable son menores de 14 años, y es 2.5 veces más probable que ocurra en los varones que en las mujeres. En México, el 90 por ciento de quienes llegan con vida al hospital por sumersión presentan secuelas graves en el cerebro, en los pulmones, en el intestino y en el corazón.